# Antônia da Graça
Antônia da Graça (Horta, batizada a 21 de fevereiro de 1687 - São João del Rei, depois de  1745) foi uma das célebres Três Ilhoas, três irmãs açorianas que imigraram para o Brasil por volta de 1723, tornando-se tronco de diversas famílias no país.

## Biografia
As Três Ilhoas, citadas em muitas histórias familiares, foram formalmente identificadas pelo trabalho do genealogista de Ouro Fino, José Guimarães como:
- Antônia da Graça, que deu origem, dentre outros, aos: Junqueiras, Meireles, Carvalhos e Araújos;
- Júlia Maria da Caridade que deu origem, dentre outros, aos: Garcias, Carvalhos, Teixeiras, Guimarães, Vilelas, Reis, e Figueiredos
- Helena Maria de Jesus que deu origem aos Resendes.

A genealogista Marta Amato defende a tese de que tenham vindo com destino certo, tendo aqui encontrado Diogo Garcia, conterrâneo e aparentado, por ter uma sobrinha, Ana Maria Silveira, casada com Antônio Nunes, irmão das "Três Ilhoas". Antônia da Graça, seu marido e as duas filhas portuguesas moraram por cinco anos na residência de Diogo Garcia. Depois do casamento da filha Maria Teresa de Jesus, em 1728, passaram a morar na residência do genro, Inácio Franco, na mesma freguesia de São João del Rei. Antônia da Graça foi a única das Três Ilhoas que passou ao Brasil já casada, com Manuel Gonçalves da Fonseca, também natural da Freguesia de Nossa Senhora das Angústias, Horta, filho de Francisco Rodrigues da Fonseca e de Bárbara Garcia . O casamento correu a 7 de fevereiro de 1706, naquela freguesia. O casal teve quatro filhos, os três primeiros nascidos no Faial e o último em São João Del Rei:
- Maria Teresa de Jesus nascida a 8 de julho de 1714
- Manuel Gonçalves da Fonseca nascido a 10 de fevereiro de 1719, batizado a 16 de fevereiro e falecido a 17 de fevereiro do mesmo ano.
- Catarina de São José nascida a 25 de agosto de 1721, casada com o português Caetano de Carvalho Duarte, batizado aos 24 de dezembro de 1702, e falecido aos 23 de dezembro de 1784, filho Legítimo de João de Carvalho e Domingas Duarte.
- José Gonçalves da Fonseca